# Schurawka (Pryluky)
Schurawka (ukrainisch und russisch Журавка) ist ein Dorf im Südosten der ukrainischen Oblast Tschernihiw mit etwa 2300 Einwohnern.
Die erste schriftliche Erwähnung von Schurawka stammt aus dem Jahr 1618.
Die Ortschaft liegt am linken Ufer des Udaj, gegenüber vom, im Rajon Pryluky gelegenen Dorf Polonky, 6 km südlich von Ladan, 11 km westlich vom ehemaligen Rajonzentrum Warwa und 180 km südöstlich vom Oblastzentrum Tschernihiw. Durch das Dorf verlaufen die Territorialstraßen T–25–30 und T–25–38.
Am 12. Juni 2020 wurde das Dorf ein Teil der Siedlungsgemeinde Warwa, bis dahin bildete es zusammen mit dem Dorf Kulyschiwka (Кулишівка) die gleichnamige Landratsgemeinde Schurawka (Журавська сільська рада/Schurawska silska rada) im Westen des Rajons Warwa.
Am 17. Juli 2020 kam es im Zuge einer großen Rajonsreform zum Anschluss des Rajonsgebietes an den Rajon Pryluky.

## Söhne und Töchter der Ortschaft
- Georgi Feodosjewitsch Woronoi (Heorhij Woronyj 1868–1908), Mathematiker
- Jurij Woronyj (1895–1961), Chirurg